# Боровянка
Боровянка — деревня в Большереченском районе Омской области. Входит в состав Ингалинского сельского поселения.

## История
Основана в 1754 г. В 1928 г. состояла из 76 хозяйств, основное население — русские. В составе Картовского сельсовета Большереченского района Тарского округа Сибирского края.

## Население
| 1926 | 2002 | 2010 | 2021 |
| ---- | ---- | ---- | ---- |
| 393  | ↘41  | ↘16  | ↘11  |

Национальный состав
Согласно результатам переписи 2002 года, в национальной структуре населения русские составляли 85 %.